# 哈姆林鎮區 (明尼蘇達州拉基帕爾縣)
哈姆林鎮區（英語：Hamlin Township）是位於美國明尼蘇達州拉基帕爾縣的一個行政鎮區。

## 歷史
哈姆林鎮區於1879年設立，得名自早期定居者約翰·R·哈姆林（John R. Hamlin）。

## 地方資料
哈姆林鎮區的面積為93.37平方千米，當中陸地面積為92.91平方千米，而水域面積為0.46平方千米。根據2020年美國人口普查的數據，當地共有人口148人，而人口密度為每平方千米1.59人。